# Слупск
Слупск (на полски: Słupsk; на кашубски: Stôłpsk; на немски: Stolp) e град в северна Полша, Поморско войводство. Административен център е на Слупския окръг и на Слупската община без да е част от тях. Самият град е обособен в отделен окръг с площ 43,15 км2.

## География
Слупск е разположен в Слупската равнина, по-двата бряга на река Слупя, в историческата област Померания. Отдалечен е на 18 км от Балтийско море.

## История
Името на града произлиза от името на река Слупя.

## Население
Населението на града възлиза на 95 542 души (2012 г.). Гъстотата е 2214 души/км2.
Демографско развитие:

## Фотогалерия
- Старият площад
- Замък
- Мелница
- Панорама
- Сградата на старото кметството

## Побратимени градове
- Вантаа, Финландия